# موتور حاج رسول
موتور حاج رسول یا عزیزآباد یا محمدآباد روستایی در دهستان چاه احمد بخش نازیل شهرستان تفتان استان سیستان و بلوچستان ایران است.

## جمعیت
بر پایه سرشماری عمومی نفوس و مسکن در سال ۱۳۹۵ جمعیت این روستا ۱۴۸ نفر (۴۹خانوار) بوده‌است.